# Неурастенија
Неурастенија је функционални поремећај, без познатог органског узрока, код којег доминира општа слабост, стање „нервне исцрпљености”, несаница, брзо умарање, нервоза, недостатак интереса, слаба концентрација, притисак у глави, знојење, тахикардија, зујање у ушима и сл. У неким земљама термин неурастенија замењује савремена класификација неуротични поремећаји депресивног типа.

## Историјат
Ова неуроза издвојена је као самостална болест тек осамдесетих година 19. века. Први су је описали 1869. године амерички лекари Берд и Ван-Дасен, што је условило њену каснију дијагностику у већим размерама. Како наводи професор Б. Д. Карвасарски, у британској армији је за време Првог светског рата постојао специјални програм обуке лекара након кога су стицали звање „експерта за неурастенију“.

## Узрок
Узрок је непознат, мада се сматра да су предиспонирајући фактори: генетичка предиспозиција и стрес, а јавља се претежно код мушкараца узраста између 20 и 55 година.

## Клиничка слика
Сматра се да је неурастенија најчешћи облик неуроза. Неурастенија се манифестује нервном слабошћу све до потпуне исцрпљености. Код неурастеније се активирају потенцијална жаришта инфекција, појављују се проблеми са холестеролом, чиром на желуцу или дванаестопалачном цреву. Ова болест је својеврсни катализатор који открива соматско обољење. Портрет неурастеничара се увек осликава на исти начин: ради се о експлозивном, раздражљивом карактеру, који лако плане, кога издају нерви или потпуно супротно, о апатичном човеку, увек спремном да заплаче, који осећа хронични умор и исцрпљеност.
Интересантно је, међутим, следеће: повећана раздражљивост и експлозивност неурастеничара нису усмерени према себи, већ искључиво према онима који га окружују. Таквог човека сви и све раздражује, он често постаје каприциозан, те се лако разјари. Карактеристична је напетост, општа слабост, брзо умарање, нервоза, слаба концентрација, поремећаји спавања, недостатак интересовања, притисак у глави, осећај бола који се везује за различита места у телу, малаксалост, знојење, тахикардија, зујање у ушима и сл.

## Подтипови
Уз наведене опште карактеристике могу се јавити и следећи симптоми који одликују подтипове: 
- Церебрална: главобоље, несаница, хронична изнуреност, анксиозност, забринутост, континуирани осећај умора.
- Спинална: бол у леђима, измењен сензибилитет у виду паљења, пецкања и осећаја језе.
- Гастроинтестинална: мучнина, повраћање, надутост трбуха, смењивање опстипација (затвора) и пролива.
- Кардијална: палпитације (лупање срца), оштар бол у грудима.

## Лечење
Прва метода лечења је когнитивна бихевиористичка терапија. Други је приступ узимање лекова (амитриптилин, ефексор, буспирон), често у облику једног од антидепресива који делује на хемијске реакције у мозгу. Медикаментозна терапија примењује се уз психотерапију, а никако уместо ње.

## Неурастенија и православље
Православна вера такође има своје погледе на ову болест. Оно што је карактеристика сагледавања неурастеније је да то заправо није болест, већ стање духа. Према писању новина српске патријаршије, неурастенија представља облик болесног егоизма, односно гордости, која је грех. Она је последица непознавања себе, као и непознавање Исуса, кога карактеришу кроткост и смиреност. На овај начин је ову болест представио Јован Кронштатски, а Амвросије Оптински је негирао да се ту ради о болести, већ је сматрао да је то изговор за раздражљиви карактер. Према његовом писању, решење да се избегне овакав карактер је избегавање брзоплетих, исхитрених радњи. Свештеник Александар Јељчанинов је такође неурастенију представио као облик греха и чак је приписивао самом ђаволу. Архиепископ Арсеније Чудовски је стање неурастеније приписивао људској зависти и неблагонаклоном погледу на друге људе. Због свега овога, према писању новина православне патријаршије, најбољи лек за неурастенију је избор хришћанског пута. Неки од савета које дају су „никада не подизати глас“, никада не водити узалудне расправе, кривца проналазити искључиво у себи самом и посветити се молитви.